# Tazota

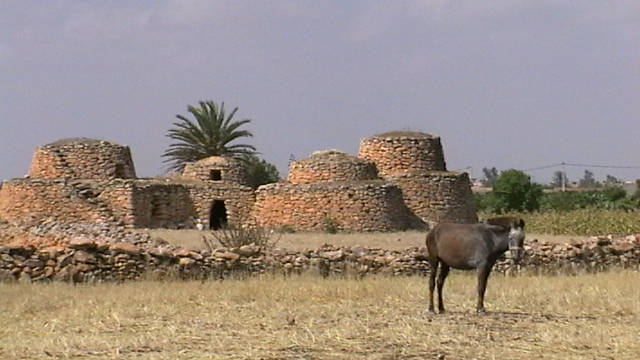
Gruppe von Tazotas auf quadratischem oder rundem Grundriss im Hinterland von El Jadida

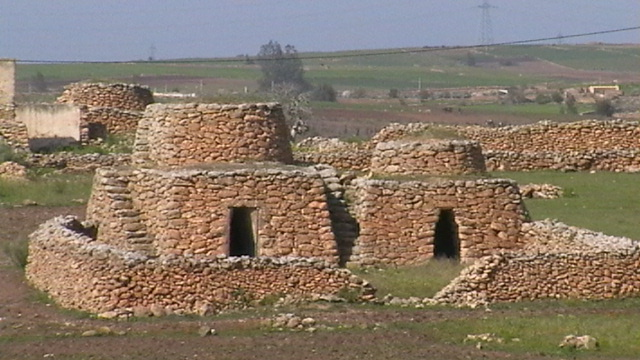
Gruppe von quadratischen Tazotas

Tazotas sind Feldsteinhütten in der historischen Region Doukkala in der heutigen Region Casablanca-Settat im Westen Marokkos.

## Etymologie
Der Begriff stammt wahrscheinlich vom Berber-Wort für „Tasse“ (Zentralatlas-Tamazight ⵜⴰⵣⵓⴺⴰ tazoḍa, tazudea oder tazoda) ab; auch das spanische Wort für „kleine Tasse“ (tazota) könnte mit hineinspielen.

## Geschichte und Funktion
Trotz ihres altertümlichen Aussehens sind die Bauten wahrscheinlich erst während des Französischen Protektorats über Marokko (1912–1956) entstanden – kein Reisender vergangener Zeiten erwähnt sie. Sie dienten meist der Lagerung von Heu und Stroh für das Vieh, aber auch Getreidevorräte (Gerste, Weizen, Maiskolben) oder Kartoffeln wurden manchmal hier eingelagert. Einige dieser Bauten sind heute in ländliche Pensionen oder Hotels integriert.

## Architektur
Die etwa 10 bis 12 m² großen Bauten, die in Herstellungsweise und Funktion den Speicherburgen der Berber des Anti-Atlas-Gebirges ähneln, haben einen runden oder quadratischen Grundriss und sind – ohne Mörtel – lediglich aus ineinander verkeilten Feldsteinen erbaut. Sie sind meist zweigeschossig mit leicht geböschten Seitenwänden und haben einen inneren Pfostenring, der den stets runden eingezogenen Mittelteil trägt, der einem Tambour ähnelt. Im Gegensatz zu vielen anderen Bauten dieser Art gibt es keine freitragenden Kraggewölbe, sondern alle Teile der über Außentreppen erreichbaren Dächer werden von Holzstämmen getragen. Für die Dächer selbst verwendete man Schilf, manchmal auch Palmwedel mit einer Auflage aus Lehmerde und einzelnen Steinen oder Steinplatten.